# Leo Slezak

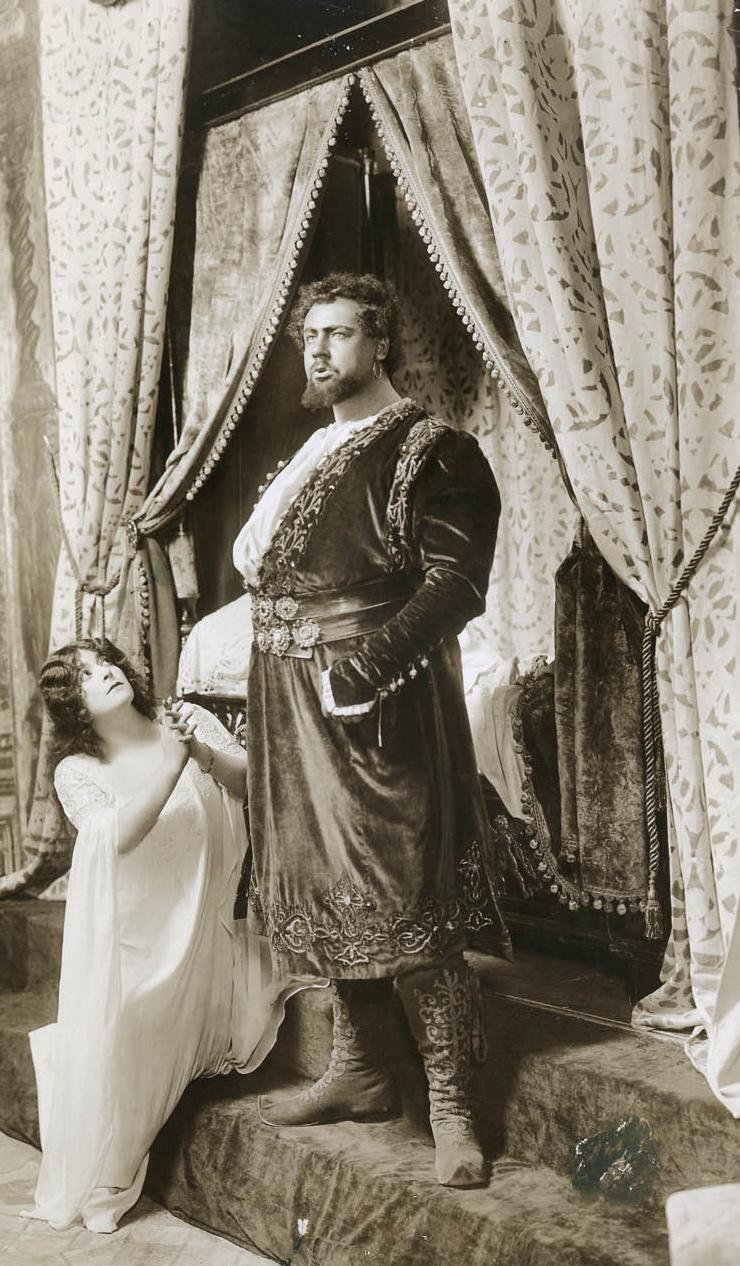
Frances Alda som Desdemona och Leo Slezak i titelrollen som Otello i Verdis opera på Metropolitan 1909.

Leo Slezak, född 18 augusti 1873 i Mährisch-Schönberg, Österrike-Ungern (nuvarande Šumperk, Tjeckien), död 1 juni 1946 i Rottach-Egern, Tyskland, var en österrikisk skådespelare, operett-, opera- och liedersångare.
Han var far till skådespelaren Walter Slezak.

## Operakarriär
Redan 1901 gjorde Leo inspelningsdebut. Han studerade 1895 och gjorde debut i Lohengrin 1896. 1900 debuterade han i London, han debuterade på La Scala mot storsångarna Giuseppe de Luca och Adamo Didur.
1907 utvecklade han sin röst hos Jean de Reszke i Paris. Metropolitan erbjöd honom ett kontrakt 1909 men Leo Slezak tackade nej och höll sig fast vid ett kontrakt i Wien. Han debuterade senare på Metropolitan. Redan nästa år reste han omkring, fast tog i kontrakt i Wien igen 1917.
Han slutade sin operakarriär i Pajazzo 1934.

## Senare liv
1932 började Leo Slezak en ny karriär som skådespelare och gjorde 43 olika filmer, med bland andra Max Hansen, Zarah Leander, Hans Moser och Hans Albers. Han skrev tre biografier om sig. Hans fru dog 1944 och han själv dog kort därpå.

## Filmografi
Filmer som haft svensk premiär
- 1932 – Damernas egen diplomat
- 1932 – Kärlekspensionatet
- 1936 – Kärlekspostiljonen
- 1938 – Kvartetten gifter sig
- 1938 – Tillbaka till hemmet
- 1939 – Det var en berusande balnatt
- 1940 – Operett
- 1943 – Münchhausen